# ENSOKU
『ENSOKU』とは、シフトワンが運営していた日本のウェブサイト、ウェブコミック配信サイト。

## 概要
2014年7月下旬、インフォコムのグループ会社で、ネットビジネス事業を担うアムタスの出資するシフトワンが日本のポップカルチャーをテーマにした記事を提供する情報サイト『ENSOKU』を開設。日本語の他に英語、韓国語、フランス語、スペイン語など全11ヶ国語に発信されていた（2015年3月31日現在）。
2017年6月30日、諸事情によりサイトを閉鎖した。

## ENSOKU STORE
2014年10月1日よりモーションコミックの提供を開始。同年11月25日よりモーションコミック販売サイト『ENSOKU STORE』のサービスを開始。日本語を含め、英語、スペイン語、ポルトガル語など5カ国語にも対応し、とくに海外からのアクセスは南米が多かったため、スペイン語とポルトガル語には、いち早く対応していた。
2017年6月30日、ENSOKUの閉鎖に伴ってサービスを終了。

### 主な配信作品
| タイトル      | 作者              |
| ------------- | ----------------- |
| ULTRAMAN      | 清水栄一×下口智裕 |
| インベスターZ | 三田紀房          |
| テンプリズム  | 曽田正人          |
| オチビサン    | 安野モヨコ        |
| ZOOO          | 羽賀翔一          |
| マコとマコト  | 木下晋也          |
| 食キング      | 土山しげる        |